# Goniurosaurus kuroiwae
Goniurosaurus kuroiwae, é uma espécie de geconídeo, endémica do Japão.